# Michael Kitzelmann
Michael Kitzelmann (Horben oggi Gestratz Westallgäu, 29 gennaio 1917 – Orël, 11 giugno 1942) è stato un militare tedesco della Wehrmacht e si può considerare come uno dei primi casi di resistenti al nazismo nell'esercito tedesco ad aver pagato la sua opposizione con la vita.

## Biografia
Si laureò nel 1936 a Dillingen am Donau. Arruolatosi come candidato ufficiale nella Wehrmacht, Kitzelmann era una persona profondamente cattolica, come espresse nelle sue numerose corrispondenze a casa.

### Fronte Russo 1941-1942
Con l'operazione Barbarossa, ovvero l'invasione dell'URSS, lanciata il 22 giugno 1941, Kitzelmann si ritrovò catapultato nella lotta senza quartiere che si svolgeva sul fronte orientale. Promosso come ufficiale, ricevette la Croce di Ferro di seconda classe per il coraggio dimostrato come comandante di compagnia. Partecipò alla battaglia di Smolensk (luglio 1941), e alle fasi iniziali della battaglia di Leningrado, se si esclude la sua partecipazione all'assalto di Mga nell'ottobre 1941. 
Nell'inverno 1941 venne assegnato ad un'unità adibita alla lotta antipartigiana, nel periodo gennaio-maggio 1942 fu testimone dei grandissimi orrori perpetrati dagli Einsatzgruppen sulla popolazione russa e sugli ebrei. Traumatizzato e sconvolto da questi avvenimenti, cominciò un esame di coscienza che lo portò ad odiare il nazismo e alla decisione di opporvisi; dopo ciò che aveva visto espresse tutto l'orrore per una guerra che definì:"Così crudele da tirare le croci giù dalle scuole" (in tedesco: Daheim reißen sie die Kreuze aus den Schulen). 
Purtroppo per lui, con ingenuità, si sfogò con i suoi compagni affermando:"Se questi criminali dovessero vincere,non avrei più nessun desiderio di vivere". Fu denunciato e processato dalla corte marziale, fu condannato a morte, ignorando totalmente il fatto di avere una famiglia o di essere stato decorato, fu fucilato l'11 giugno 1942 a Orël.

### Oppositore del nazismo
Escludendo l'attività dell'ammiraglio e capo dell'Abwehr, Wilhelm Canaris, che già dal 1939 operava come spia informando il comando alleato (tramite l'olandese Jacobus Sas) dei piani dell'Oberkommando der Wehrmacht, Kitzelmann fu il primo esempio significativo di dissenso al nazismo espresso con un netto rifiuto al sottomettersi alla politica del terrore del Terzo Reich. Particolarmente importante fu anche il fatto che la sua azione diede inizio ad un profondo malessere e malcontento all'interno della Wehrmacht.

## Fonti
- La Grande Storia della seconda guerra mondiale, Martin Gilbert, Oscar Storia Mondadori.
- Soviet Partisans in World War II,John. A, Armstrong, Madison Wisconsin 1964.
- The German Resistance to Hitler, Professor F.L. Carsten, Londra 1970.
- German Rule in Russia 1941-1945, Alexander Dallin,New York 1957.
- Hans Hümmeler: Michael Kitzelmann. Mensch – Soldat – Christ, St. Ottilien 2000 (1. Auflage o.J., Privatdruck Ludwig Fischl, Lederdorn)
- Jakob Knab: Empörung über den weltanschaulichen Vernichtungskrieg im Osten. Der katholische Leutnant Michael Kitzelmann, in: Wolfram Wette (Hg.), *Zivilcourage. Empörte, Helfer und Retter aus Wehrmacht, Polizei und SS, Frankfurt am Main 2003
- Karl Schweizer:Der Nationalsozialismus in Stadt und Landkreis Lindau., veröffentlicht in: Daheim im Landkreises Lindau, S. 113-135, Herausgeber *Werner Dobras und Andreas Kurz, Stadler Verlagsgesellschaft (Konstanz, 1994), ISBN 3-7977-0281-7.

| Controllo di autorità | VIAF (EN) 5803512 · ISNI (EN) 0000 0000 6679 9100 · LCCN (EN) n2003034148 · GND (DE) 122028511 · J9U (EN, HE) 987007263920905171 |